# 前橋家庭裁判所
前橋家庭裁判所（まえばしかていさいばんしょ）は、群馬県前橋市にある日本の家庭裁判所の一つで、群馬県を管轄している。略称は、前橋家裁（まえばしかさい）。高崎、桐生、太田、沼田に支部を、中之条に出張所を置いている。
前橋家庭裁判所の本庁・支部は前橋地方裁判所の本庁・支部に併設されている。また、本庁・支部・出張所のいずれにも簡易裁判所が併設されている。

## 所在地
- 本庁：群馬県前橋市大手町3丁目1-34　北緯36度23分32.9秒 東経139度3分43.8秒 / 北緯36.392472度 東経139.062167度
  - JR両毛線前橋駅 日本中央バス、永井バス、関越交通バス 県庁前停留所
- 高崎支部：群馬県高崎市高松町26-2　北緯36度19分25.7秒 東経139度0分5.4秒 / 北緯36.323806度 東経139.001500度
  - 上越新幹線、北陸新幹線、高崎線、八高線、上越線、吾妻線、両毛線、信越線高崎駅 市役所方面へ徒歩15分
- 桐生支部：群馬県桐生市相生町2丁目371-5　北緯36度24分58.2秒 東経139度18分36秒 / 北緯36.416167度 東経139.31000度
  - 上毛電気鉄道上毛線天王宿駅 徒歩5分
  - 東武桐生線、わたらせ渓谷鐵道わたらせ渓谷線相老駅 徒歩10分
- 太田支部：群馬県太田市浜町17-5　北緯36度17分25.8秒 東経139度22分25.3秒 / 北緯36.290500度 東経139.373694度
  - 東武伊勢崎線、東武桐生線、東武小泉線太田駅 市役所方面へ徒歩20分
- 沼田支部：群馬県沼田市材木町甲150　北緯36度38分54.7秒 東経139度2分54.3秒 / 北緯36.648528度 東経139.048417度
  - 上越線沼田駅 関越交通バス 材木町停留所
- 中之条出張所:群馬県吾妻郡中之条町大字中之条町719-2　北緯36度35分12.2秒 東経138度50分36.6秒 / 北緯36.586722度 東経138.843500度
  - 吾妻線中之条駅 関越交通バス 資料館入口停留所

## 管轄
- 本庁
  - 前橋市、伊勢崎市、渋川市、北群馬郡榛東村、吉岡町、佐波郡玉村町
- 中之条出張所
  - 吾妻郡中之条町、長野原町、嬬恋村、草津町、高山村、東吾妻町
- 高崎支部
  - 高崎市、藤岡市、富岡市、安中市、多野郡上野村、神流町、甘楽郡下仁田町、南牧村、甘楽町
- 桐生支部
  - 桐生市、みどり市
- 太田支部
  - 太田市、館林市、邑楽郡板倉町、明和町、千代田町、大泉町、邑楽町
- 沼田支部
  - 沼田市、利根郡片品村、川場村、昭和村、みなかみ町

※ただし、桐生・太田・沼田の各支部の合議事件と沼田支部管内の少年事件は本庁で、桐生支部管内の少年事件は太田支部でそれぞれ取り扱う。
※中之条出張所は家事事件の受付および出張家事審判・出張家事調停のみ行い、その他の事務は本庁が扱う。

## 歴代所長
- 野田愛子（1977年 - 1979年 静岡家庭裁判所長）
- 中川武隆（1998年11月 - 1999年11月 新潟地方裁判所長）
- 西田美昭（1999年11月 - 2002年5月 東京高等裁判所部総括判事）
- 岩瀬徹（2003年4月 - 2004年3月 依願退官）
- 山崎健二（2004年3月 - 2005年5月 依願退官）
- 福岡右武（2005年5月 - 2007年3月 依願退官）
- 岡村稔（2007年3月 - 11月 依願退官）
- 井上繁規（2007年11月 - 2010年3月 東京高等裁判所部総括判事）
- 小川正明（2010年3月 - 2012年12月 定年退官）
- 小坂敏幸（2012年12月 - 2014年12月 東京高等裁判所部総括判事）